# Blowout preventer
Il blowout preventer (BOP) o dispositivo antieruzione è un particolare dispositivo utilizzato durante la perforazione di un pozzo per idrocarburi che ha il compito di mettere in sicurezza il pozzo, durante la fase di perforazione, nel caso in cui i fluidi presenti nel sottosuolo dovessero accidentalmente migrare all'esterno del pozzo, durante la perforazione dello stesso.
Il pozzo può essere assimilato ad un condotto a sezione circolare, dunque sostanzialmente a una lunga tubazione. L'idrocarburo è contenuto nei pori della roccia del sottosuolo, sottoposto alla pressione di formazione e mantenuto nella roccia dalla contro-pressione esercitata sulle pareti del foro dal fango di perforazione.
Se per un qualsiasi motivo, questi fluidi, dovessero risalire dal pozzo, verso la superficie, raggiungerebbero l'impianto di perforazione, che si trova in superficie sulla bocca del pozzo. In questa maniera l'impianto sarebbe seriamente minacciato dal rischio di incendi ed esplosioni, proprio perché i gas sono facilmente infiammabili. Tra l'altro tali gas, salendo verso l'alto si espandono perché diminuisce la pressione idrostatica a cui sono assoggettati. Ciò significherebbe che tutto l'impianto sarebbe avvolto dal gas infiammabile, pronto ad accendersi alla minima scintilla o contatto con superfici calde. Seppure i gas non dovessero incendiarsi, causerebbero problemi respiratori o asfissie, nonché avvelenamenti al personale.
Il BOP dunque, viene utilizzato per chiudere il pozzo in situazioni di emergenza, cioè otturare la sua sezione in caso appunto di blowout, ossia eruzione del pozzo (così viene chiamata la fuoriuscita di idrocarburi dallo stesso).

## Classificazione
Esistono diverse tipologie di BOP, in quanto possono essere classificati in funzione del loro campo d'applicazione, e della loro conformazione.

### Classificazione per impiego
La prima suddivisione, distingue i BOP di terra (onshore) da quelli subacquei (offshore). I primi sono generalmente più piccoli e più semplici, e sono adoperati esclusivamente in impianti di perforazione siti sulla terraferma. I BOP sottomarini invece, sono concepiti per operare in giacimenti in mare aperto, e dunque vengono impiegati nelle piattaforme petrolifere o nelle drillship (navi di perforazione). Hanno una tecnologia più evoluta, specialmente per ciò che concerne le modalità di comando del BOP stesso dovendo essere attivati da postazioni remote, e sono anche più imponenti, per via della presenza di un frame (telaio) di sostegno, e della diversa conformazione dei pozzi sottomarini.

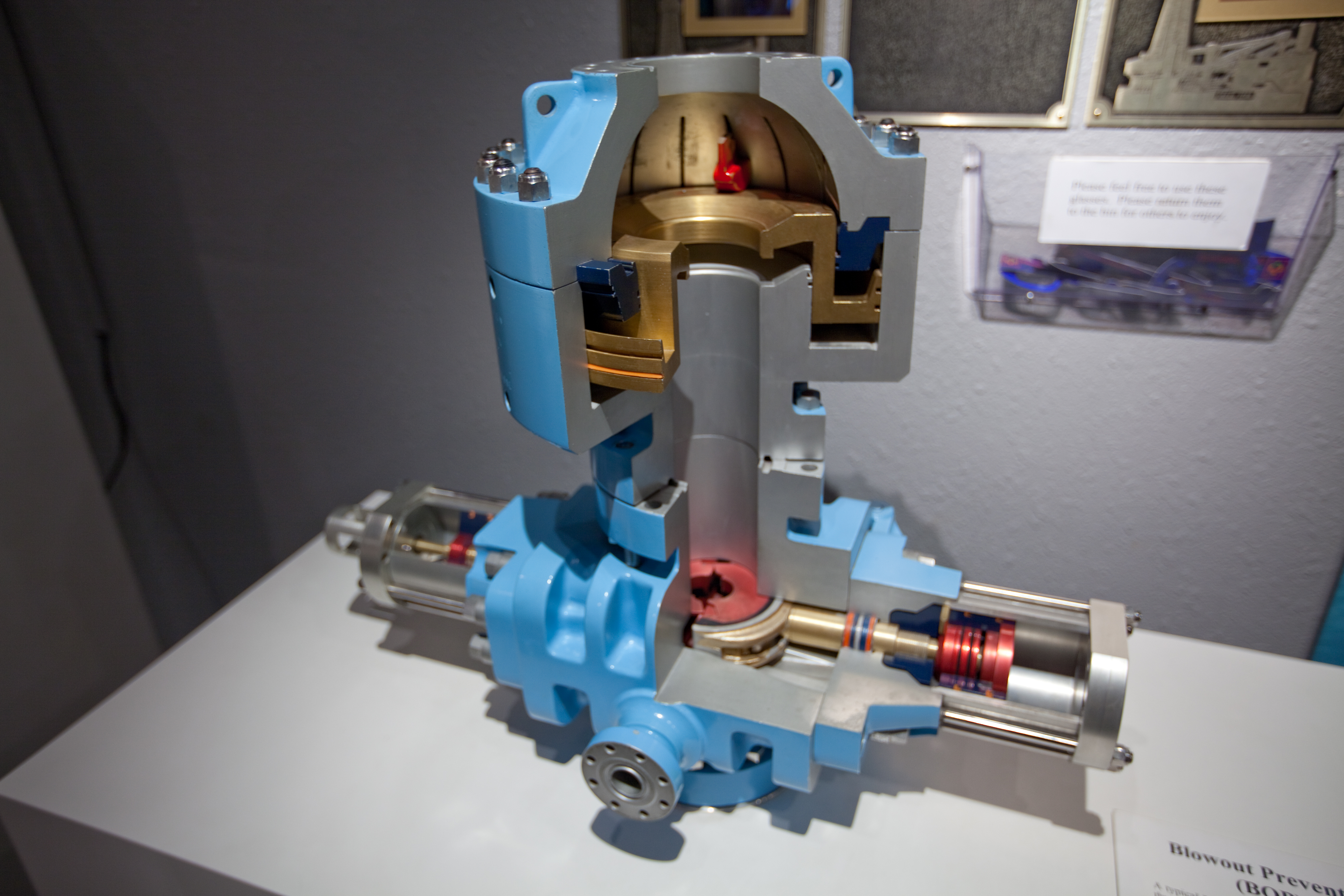
Lo spaccato di un Blowout preventer stack: quello superiore è un BOP anulare, quello inferiore rappresenta un BOP a ganasce.

### Classificazione per tecnologia costruttiva
La classificazione in funzione della loro architettura, distingue i cosiddetti BOP anulari (in inglese annular blowout preventer), da quelli a ganasce (in inglese ram blowout preventer).
I primi, sono costituiti da un anello di gomma, forato al centro e il cui diametro del foro è pari a quello del pozzo. L'anello è contenuto in un carter d'acciaio. All'interno del carter, e sotto all'anello di gomma, è montato un pistone idraulico, il quale se azionato comprime o decomprime l'anello dal basso verso l'alto o dall'alto verso il basso. In questo modo l'anello (detto anche annular), viene chiuso o aperto.
I BOP a ganasce sono costituiti anch'essi da un involucro di metallo, all'interno del quale sono presenti delle camere con due ganasce l'una opposta all'altra, e possono differire in "Combi", ossia con ganasce accoppiate a due a due in due bracci, o "Quad", con quattro bracci distinti.
Nel caso di BOP per Coiled Tubing di tipo Quad troviamo alloggiate dall'alto verso il basso le seguenti rams: Blind Rams, che hanno la funzione di chiudere ermeticamente il pozzo; Shear Rams o Cutter Rams, che hanno il compito di tagliare il coiled tubing che è in pozzo con delle lame, seguite dalle Slip Rams, aventi la forma di cunei, le quali hanno il compito di sorreggere la parte di coiled tubing tagliata e rimasta in pozzo. Infine vi sono le Pipe Rams che devono garantire tenuta idraulica sul tubino ed evitare che la pressione del pozzo possa creare un Blowout.
Tra le Cutter e le Slip si trova una kill line, ossia un punto da cui poter pompare del fluido per poter "killare" il pozzo, ossia fornire un'idrostatica a quest'ultimo che eviti il blowout. Le ganasce sono comandate da pistoni idraulici, tramite i quali possono essere chiuse o aperte. Il primo BOP a ganasce è stato inventato nel 1922.